# Libčice (Dolní Kralovice)
Libčice je zaniklá vesnice, část obce Dolní Kralovice v okrese Benešov. Nachází se asi 2 km na severovýchod od Dolních Kralovic. V roce 2009 zde nebyla evidována žádná adresa.
Libčice leží v katastrálním území Libčice u Dolních Kralovic o rozloze 2,25 km².

## Historie
První písemná zmínka o vesnici pochází z roku 1344.
Vesnice byla zcela zničena, i když se nacházela nad hladinou vodní nádrže Švihov. Zbyla jen kaplička.